# Annette des Iles
Annette Auguste des Iles ist eine Diplomatin aus Trinidad und Tobago und war 1994 bis 1997 Vorsitzende der Allianz der kleinen Inselstaaten (AOSIS).
Annette des Iles war nach ihrem Eintritt in den Diplomatischen Dienst von 1980 bis 1985 Botschafterin in Ecuador. Von 1985 bis 1989 war sie dann zunächst Ständige Sekretärin im Ministerium für Auswärtige Angelegenheiten und Außenhandel und anschließend bis 1992 Ständige Sekretärin im Ministerium für Jugend, Sport und Kultur.
Von 1992 bis 1998 war des Iles Botschafterin und Ständige Vertreterin von Trinidad und Tobago bei den Vereinten Nationen. Während ihrer Amtszeit war sie zugleich Botschafterin in Venezuela, Kolumbien und Peru. Im Dezember 1994 wurde sie stellvertretende Vorsitzende einer Arbeitsgruppe zur Finanzsituation der UNO.
1994 wurde sie als Nachfolgerin von Robert Van Lierop Vorsitzende der AOSIS. Dieses Amt behielt sie bis zu ihrer Ablösung durch Tuiloma Neroni Slade im Jahr 1997.
Seit 2000 ist sie Ständige Sekretärin des Premierministers von Trinidad und Tobago und diente als solche zunächst Basdeo Panday und seit 24. Dezember 2001 Patrick Manning. Seit 1998 ist Frau des Iles zusätzlich Direktorin des öffentlichen Dienstes.
Ihr Ehemann Gerard des Iles war Präsident des Obersten Gerichts von Trinidad und Tobago.